# Putnok
Putnok é uma cidade da Hungria, situada no condado de Borsod-Abaúj-Zemplén. Tem 34,72 km² de área e sua população em 2019 foi estimada em 6.492 habitantes.